# Sam Jimmyjoe

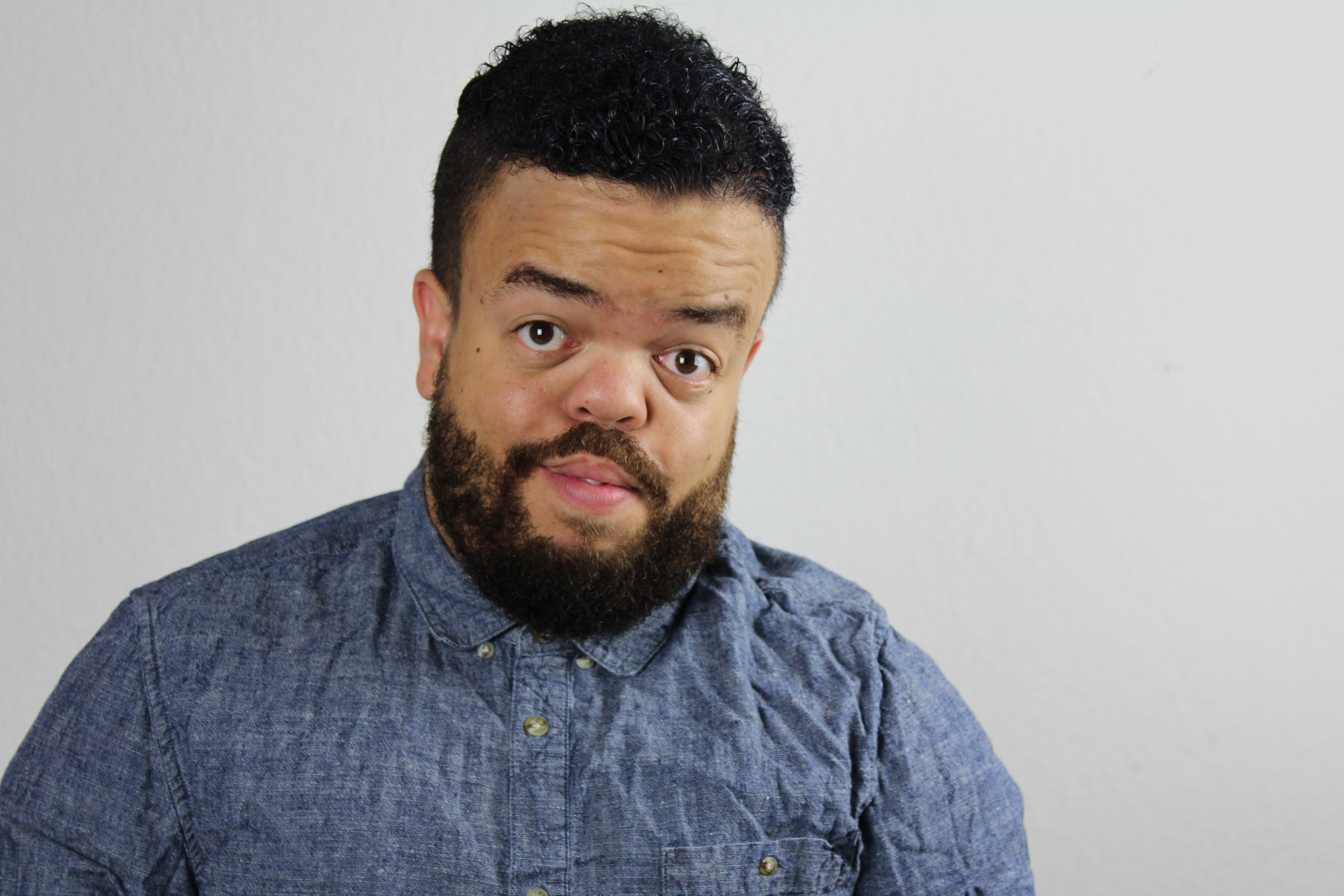
Sam Jimmyjoe, 2016

Sam Jimmyjoe (* 18. Juni 1989 als Paulo Samuel Neves Figueira de Carvalho in Lissabon, Portugal, bürgerlich Samuel Kohler) ist ein kleinwüchsiger Filmschauspieler, Statist und Animateur aus der Schweiz. 2014 wurde er in dem Dokumentarfilm Jimmyjoe – Wo chunsch du här, wo geisch du hi? porträtiert.

## Leben
Jimmyjoe kam in Lissabon zur Welt. Als 6. Kind einer alleinerziehenden Mutter wurde er kurz vor seinem 1. Lebensjahr zur Adoption freigegeben. Er wuchs als Einzelkind bei einem Schweizer Elternpaar auf, durch die Adoption hieß er Samuel Kohler. Er besuchte die öffentliche Primar- und Realschule in Wynau. Während dieser Zeit kam er durch eine seiner Mitschülerinnen zu dem Spitznamen Jimmyjoe. Schon während seiner Schulzeit interessierte er sich für die Clownerie.
Eine Schauspielschule besuchte Sam nicht. Dennoch konnte er in zahlreichen Produktionen in den Bereichen Film, Fotografie, Werbung und Musik mitwirken, etwa im Musikvideo zum Song La Bambele, des Schweizer Musikers Müslüm oder in dem interaktiven Musikvideo zu Tell me what you see, der Bieler Band Death by Chocolate. Eine Zeitlang trat er als Showanimateur in Nachtclubs in der Schweiz auf.
Jimmyjoe steht offen zu seiner Bisexualität und lebt heute zusammen mit seinem Partner im Kanton Solothurn.

## DokumentarfilmJimmyjoe - Wo chunnsch du här, wo geisch du hi?
Am 12. November 2014 strahlte das Schweizer Fernsehen SRF in Zusammenarbeit mit der Schweizer Filmproduktionsfirma Contrastfilm in der Reihe DOK den Film Jimmyjoe - Wo chunsch du här, wo geisch du hi aus. Ein Jahr zuvor war Jimmyjoe zusammen mit einem Filmteam der Filmproduktionsfirma zu seiner Mutter und deren Bruder nach Lissabon gereist. Das Vorhaben, den Film zu drehen bestand für den Schweizer Regisseur Urs Frey darin, im Film dem Publikum einen Mann näher zubringen, dessen Kleinwuchs ihn nicht vor seinen Träumen abhält. Es zeigt einen Kleinwüchsigen, der seine Passion als Showanimateur in den Schweizer Nachtclubs auslebt. Zudem war ein Ziel, seine leibliche Mutter zu finden, um so mehr über seine Wurzeln zu erfahren. Die Musik zum Film schrieb der Schweizer Moderator, Entertainer und Musiker Knackeboul, der ein Cousin von Jimmyjoe ist. Auf dessen 2013 erschienenem Album Picasso findet sich auch der Titelsong des Films, Jimmyjoe, wieder.